# Iwan Iwanowitsch (1554–1581)
Iwan Iwanowitsch (russisch Иван Иванович; * 28. März 1554 in Moskau; † 19. November 1581 in Alexandrow) war ein Sohn von Zar Iwan IV. und dessen erster Frau Anastasia Sacharina-Juriewa. Er war seit seiner Geburt bis zu seinem Tod der Zarewitsch (Kronprinz) von Russland.

## Biografie
Zar Iwan IV. (Iwan der Schreckliche) hatte zahlreiche Ehen, von denen jedoch nur seine erste eine Liebesheirat war. Zarin Anastassija hatte ihm, nach zwei Töchtern, im Oktober 1552 einen Thronfolger geboren, den Zarewitsch Dmitri. Im März 1553 erkrankte Zar Iwan schwer und rechnete mit seinem Tod. Um seine Nachfolge zu sichern, ließ Iwan alle Mitglieder des Erlesenen Rats dem kleinen Zarewitsch und seiner Mutter die Treue schwören und zur Bekräftigung das Kreuz küssen. Auf einer Pilgerfahrt, die das Zarenpaar nach Iwans Genesung zum Grab des heiligen Kirill unternommen hatte, fiel Dmitri am 26. Juni 1553 in die Scheksna und ertrank. Im Folgejahr gebar die Zarin den neuen Thronfolger Iwan Iwanowitsch.
Im Alter von sechs Jahren verlor er seine Mutter. Zar Iwan IV. war überzeugt, dass man seine Frau vergiftet hätte (Untersuchungen an ihrem Skelett im 20. Jahrhundert haben seinen Verdacht bestätigt, da große Mengen an Quecksilber, Arsen und Blei entdeckt wurden). Der Zar, der schon seit langem unter Gemütsschwankungen gelitten hatte, begann seine Launenhaftigkeit und seinen Jähzorn nach dem Tod seiner geliebten Anastassija deutlicher und extremer denn je auszuleben. Ein Höhepunkt war, dass er das erste Mal selbst einen Menschen mit eigener Hand erschlug. Er betrachtete sich als „Herr über Leben und Tod“. Nicht nur Einzelpersonen bekamen seinen Zorn zu spüren, sondern auch Städte wie beispielsweise Nowgorod, das man der Konspiration mit Livland verdächtigte. Am 6. Januar 1570 ritt Iwan der Schreckliche in Begleitung von Zarewitsch Iwan mit 1.500 Soldaten vor die Tore der Stadt und ließ ein Pogrom (Новгородский погром), auch als Massaker von Nowgorod bezeichnet, an der Bevölkerung verüben, dem Tausende zum Opfer fielen. Zar Iwan IV. hatte schon immer eine recht gute Beziehung zu seinem ältesten Sohn, und der junge Iwan hatte sich bei Nowgorod in seinen Augen unter Beweis gestellt.

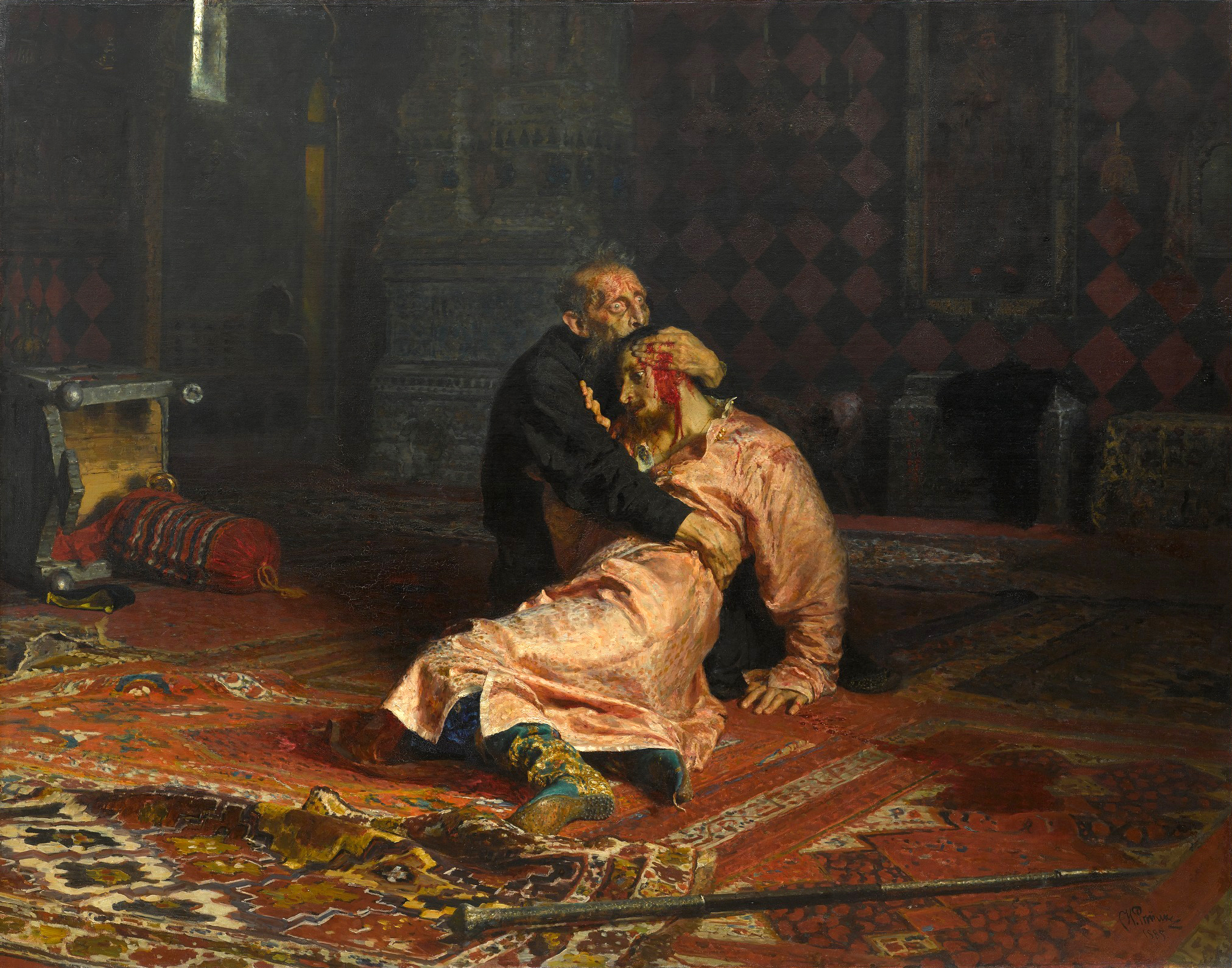
Ilja Repin: Iwan der Schreckliche und sein von ihm erschlagener Sohn am 16. November 1581, Gemälde von 1885

### Tod
Historiker sind sich weitgehend einig, dass der Zarewitsch von seinem Vater getötet wurde. Über die Ursache der Tat gibt es verschiedene zeitgenössische Theorien. Nach Darstellung des päpstlichen Legaten Antonio Possevino wurde am 16. November 1581 der Zar wütend, da er seine schwangere Schwiegertochter, obwohl überraschend in deren ureigenste Räume eintretend, nach seiner Meinung zu leicht bekleidet vorfand, und schlug sie. In der Folge erlitt sie eine Fehlgeburt. Sein Sohn hatte mit seinem Vater darüber eine heftige Auseinandersetzung. In einem plötzlichen Anfall von Wut versetzte Iwan der Schreckliche mit der Stahlspitze seines Herrscherstabes seinem Sohn einen tödlichen Schlag auf den Kopf. Der Zarewitsch lag einige Tage im Koma, bevor er an seiner Verwundung verstarb. Zar Iwan IV. soll seiner extremen Trauer über den Verlust mit seinem Kopf gegen den Sarg seines Sohnes geschlagen haben.
Der zeitgenössische Chronist Paul Oderborn berichtet dagegen über eine Auseinandersetzung um die ausbleibenden Erfolge im Livländischen Krieg. Jerome Horsey, Handelsreisender der Muscovy Company berichtete, der Sohn habe eigenmächtig entschieden, einem Adeligen Pferde zu schenken. Es gab auch Berichte von einer tödlichen Erkrankung des Thronerben. Im Jahr 1963 sollen bei einer chemischen Analyse seiner sterblichen Überreste extrem hohe Werte von Quecksilber, Arsen und Blei gemessen worden sein, was eine Vergiftung nahelegen würde.
Nachfolger wurde Iwan Iwanowitschs Bruder, der als Fjodor I. den Thron bestieg. Mit seinem Tod endete die jahrhundertelange Herrschaft der Rurikiden in Russland.

## Ehen
Iwan Iwanowitsch heiratete am 4. November 1571 Jewdokija (Eudoxia) Bogdanowna Saburowa († 1620), die Ehe wurde 1572 geschieden.
Seine zweite Ehe schloss er im Jahr 1575 mit Praskowja Michailowna Solowaja († 1621), diese Ehe wurde 1579 geschieden.
In dritter Ehe heiratete er 1581 Jelena Iwanowna Scheremetewa, die Tochter von Iwan Wassiljewitsch Scheremetew.
Alle drei Ehen blieben kinderlos.